# Anafilotoksyny
Anafilotoksyny to fragmenty C3a, C4a i C5a powstające w wyniku aktywacji  układu dopełniacza. Wywołują one degranulację komórek tucznych, która zapoczątkowują reakcję anafilotoksyczną mogącą doprowadzić do rozwoju wstrząsu anafilaktycznego. Odgrywają także rolę w rozwoju obrzęku naczynioruchowego.

Przeczytaj ostrzeżenie dotyczące informacji medycznych i pokrewnych zamieszczonych w Wikipedii.